# TRF Lif-e-Motions TOUR 2006
『TRF Lif-e-Motions TOUR 2006』は、TRFが同年2月15日にリリースされた7年振りとなるオリジナル・アルバム『Lif-e-Motions』を引っ提げて、6月4日から7月1日まで開催した全国ツアー。なお、単独としてツアーを開催されるのは、1999年「exicoast tour」以来、およそ7年ぶりの開催となった。
映像作品はDVDとして、最終日から約2か月後の同年8月30日にリリースされた。

## 開催日・会場
- 2006年6月4日(日)開場16:00/開演17:00　Zepp Osaka
- 2006年6月11日(日)開場16:00/開演17:00　Zepp Sendai
- 2006年6月16日(金)開場17:30/開演18:30　Zepp Fukuoka
- 2006年6月18日(日)開場16:00/開演17:00　Zepp Sapporo
- 2006年6月24日(土)開場17:00/開演18:00　Zepp Nagoya
- 2006年6月30日(金)開場17:30/開演18:30　Zepp Tokyo
- 2006年7月1日(土)開場16:30/開演17:30　Zepp Tokyo

## セットリスト
1. Opening
2. BRAVE STORY
3. Urbanature
4. You & me
5. Overnight Sensation～時代はあなたに委ねてる～
6. Happening Here
7. As it is
8. Life signs again
9. LEGEND OF WIND
10. Signal Theata
11. ENGAGED'06
12. teens
13. One Nation
14. masquerade
15. Unite! The Night!
16. medley(CRAZY GONNA CRAZY～EZ DO DANCE)
17. Where to begin
18. Precious

ENCORE
1. Good day,Sunshine
2. BOY MEETS GIRL
3. survival dAnce～no no cry more～
4. WORLD GROOVE

## 映像作品
- 『TRF Lif-e-Motions TOUR 2006』（2006年8月30日）
  - AVBD-91408